# キーコーヒー
キーコーヒー株式会社（英: KEY COFFEE INC）は、日本のコーヒー栽培業者、コーヒー製造業者、コーヒー販売業者である。東京証券取引所プライムに上場しているコーヒー会社の一つである。（証券コードは2594）

## 概要
東京都に本社を置き、全国に展開する日本のコーヒー豆および海外におけるコーヒー農園事業・関連商品製造・販売会社である。具体的な事業内容については「海外におけるコーヒー農場事業から、コーヒーの製造、販売ならびにコーヒー関連事業経営に至る までのコーヒーに関する総合企業」と称している。企業理念は、“コーヒーを究めよう お客様を見つめよう そしてくつろぎのひとときを提供しゆたかなくらしづくりに貢献しよう”である。

## 沿革
- 1920年 - 横浜市中区福富町にて柴田文次（旧姓木村）がコーヒー商・木村商店創業。
- 1923年 - 関東大震災で店が倒壊し、店を横浜市中区吉田町に移転。
- 1928年 - 商号を木村コーヒー店とし、横浜市内に工場を開設しコーヒー、ココア、紅茶などの缶入り飲料などの製造販売を開始。ロゴに、キー（鍵）を採用。
- 他社との差別化を図るため、ブランドマークが必要と感じた柴田文次が、「コーヒーは、日本人の新しい食生活と文化を開く鍵だ。」と考え、ロゴを制定した。
- 1939年 - 合資会社トリコロールが設立される。
- 1946年 - 本社機能を横浜から、東京支店（東京都港区芝田村町四丁目8番地）へ移す。
- 1952年 - 横浜支店と東京支店を合わせて株式会社木村コーヒー店、大阪支店と京都支店を合わせて株式会社大阪木村コーヒー店として法人化。
- 1954年 - 本店を、東京都港区芝田村町19番地（現在地）へ移す。
- 1959年 - 真空パック入り「キー・モダンパックコーヒー」発売開始。
- 1978年 - 当時のキーコーヒー副社長である大木久の尽力によりトラジャ地方の幻のコーヒーは復活を遂げる。大木久はトラジャ族と力を合わせ、まず道路や橋などのインフラを整備、そしてコーヒーを復活させる為、近代的な栽培技術や品質管理を教えた。その後、「幻のコーヒー」というキャッチコピーの下「トアルコ・トラジャコーヒー」が発売される。
- 1983年 - より風味豊かなコーヒーの品質を楽しめる「ライブパック」を導入。
- 1985年 - 研究所開設。
- 1986年 - 会長の大木久が農林水産省から感謝状を授与。
- 1988年 - 厚生年金基金開設。
- 1989年 - 社名をブランド名と同じキーコーヒー株式会社と改める。
- 1990年 - 「キーコーヒーLACS（ラックス）70記念財団」設立。
- 1992年 - 省資源包装を採用した「真空パックVPシリーズ」発売。
- 1994年 - 店頭公開市場（現・ジャスダック市場）に株式公開。
- 1996年 - 東京証券取引所第2部上場。
- 元会長の大木久が外務大臣表彰を受賞。
- 1997年 - 東証第1部に指定変更。DS抽出法（カップに直接注いでコーヒーが楽しめる）を取り入れた「ドリップオン」シリーズ発売される。通信販売事業進出。
- 1999年 - 中部・東北・関東・九州の各工場でISO14001（環境の国際基準）認証される。
- 2000年 - 日本たばこ産業との提携商品「Roots（ルーツ）」シリーズ発売開始。
- 2001年 - 全社一括でISO14001、また有機農産物とその加工食品で日本農林規格（JAS）認証、生産部門でISO9002（品質の国際基準）認証をそれぞれ受ける。
- 2002年 - 本社新社屋が港区新橋にオープン。名誉会長・柴田博一が勲四等旭日小綬章を受章。
- 2005年 - イタリアントマトを子会社化。
- 2007年 - 従業員1,000人に、9月までの2年間に時間外賃金を支払わないサービス残業をさせていたとして、時間外労働の未払い賃金が約23億円あったと発表。
- 2010年 - レギュラーコーヒー製品の価格を翌年3月1日より平均15%前後の値上げを発表。クリスタルコーヒー株式会社の一部事業譲受。
- 2011年 - illycaffe社のエスプレッソシステム「メトド・イペールエスプレッソ」の日本国内での販売開始。
- 2012年 - （旧）アマンドの飲食物販事業を継承した（新）株式会社アマンドを子会社化。
- 2013年 - 銀座ルノアールを持分法適用関連会社化。有限会社花見煎餅（現・有限会社オーギュスト）を子会社化、株式会社銀座ルノアールとの資本業務提携。
- 2014年 - 独自に開発した抽出器具「KEY クリスタルドリッパー」発売。honu加藤珈琲店株式会社を子会社化。
- 2015年 - illycaffe社レギュラーコーヒー商品全般の日本国内での販売開始。
- 2016年 - 元社長 太田敬二が旭日小綬章を受章。
- 2017年 - 「リプトン」ブランド家庭用紅茶商品の日本国内における販売を開始。
- 2024年 - 1月に子会社イタリアントマトの全株式を日本共創プラットフォーム（JPiX）に売却することを発表したが、10月に株式譲渡を中止した。
- 2025年 - イノダコーヒを子会社化[5]。

## 歴代社長
木村コーヒー店社長
- 柴田文次：1952年 - 1970年
- 柴田博一：1970年 - 1989年

キーコーヒー社長
- 柴田博一：1989年 - 1994年
- 太田敬二：1994年 - 2002年
- 柴田裕：2002年 - 現職

## 主要商品
- レギュラーコーヒー
- コーヒーギフト及びコーヒー加工品
- コーヒー飲料及びコーヒー関連商品
- キーブランド飲料・食品
- 他社ブランド飲料・食品
- コーヒー関連器具
- トアルコ・トラジャ（参考トラジャ族）
- 農家限定珈琲
- テイスティーライフ
- ドリップオンシリーズ

## 関連会社
連結子会社
- キーコーヒーコミュニケーションズ株式会社
- 株式会社アマンド
- 株式会社キョーエイコーポレーション
- キーアソシエイツ株式会社
- ニック食品株式会社
- スラウェシ興産株式会社
  - P.T.TOARCO JAYA
- honu加藤珈琲店株式会社
- 有限会社オーギュスト
- 台湾キーコーヒー株式会社

持分法適用関連会社
- 沖縄キーコーヒー株式会社
- 株式会社銀座ルノアール

## 会社組織
- 監査室
- 経営企画部
  - 広報チーム
  - 秘書チーム
- 品質保証部
- イリー事業部
- 管理本部
  - 総務人事部　
  - 財務部　
  - 法務・審査チーム
  - IOC
- 営業統括
  - ブランド開発営業部
    - SPチーム　
    - 営業企画チーム
    - 直販営業チーム

  - 流通営業本部
    - 流通戦略チーム
    - 広域流通営業部
    - 東日本支社
    - 西日本支社

  - 事業本部
    - 広域営業部　
    - 6事業部

  - 特販営業本部
    - 第一営業部
    - 第二営業部
- マーケティング本部
  - 市場戦略部
  - R&Dグループ
  - 開発研究所
  - コーヒー教室
- SCM本部
  - 生産管理チーム
  - 4工場（仙台・船橋・春日井・鳥栖）
  - 購買グループ
  - 調達チーム

（2016年4月1日現在）

## テレビ番組
- 日経スペシャル カンブリア宮殿 コーヒー文化の鍵を握る 100年企業の次なる挑戦（2021年5月27日、テレビ東京）- キーコーヒー社長 柴田裕出演[6]。